# 프랭크 캠파넬라
프랭크 캠파넬라(Frank Campanella, 1919년 3월 12일 ~ 2006년 12월 30일)는 미국의 배우이다.
뉴욕에서 태어났으며 로스앤젤레스에서 사망하였다.

## 출연 작품
- 사랑하고 싶은 그녀 (1999년)
- 프랭키와 쟈니 (1991년)
- 딕 트레이시 (1990년)
- 귀여운 여인 (1990년)
- 최후의 결전 (1988년)
- 두 여인 (1988년)
- 환상의 커플 (1987년) - 칼 역
- 25만 달러를 찾아라! (1986년)
- 플라밍고 클럽 (1984년)
- 데스 위시 2 (1981년)
- 내 어깨 위의 천사 (1980년)
- 목사님 만세 (1979년)
- 네로 울프 (1977년)
- 알 카포네 (1975년)
- 갱 댓 커든트 슛 스트레이트 (1971년)
- 아웃 오브 잇 (1969년)
- 올 인 더 패밀리 (1968년) - Det. Sgt. 퍼킨스 역
- 프로듀서 (1968년)
- 세컨드 (1966년)
- 다리에서 본 전망 (1961년)
- 상처 뿐인 영광 (1956년)

### 텔레비전
- FBI (1969-73)
- 닥터 게논 (1970-74)
- 아이언사이드 (1974)
- 형사 Q (1977-82)
- 제1구조대 (1979)